# Американка (більярд)
Американка, або Вільна піраміда — один з різновидів гри в російський більярд. Терміном «Американка» часто помилково називають американський різновид більярду — пул.

## Основні правила
У грі дотримуються «загальні правила» російського більярду, при цьому існує ряд особливостей. Мета гри, як і в більшості інших видів російського більярду — першим забити 8 куль.

### Кулі
У грі використовуються 16 куль. Будь-яка з них може бути як битком, так і прицільною кулею. Перед початком гри 15 куль збирають у формі трикутної піраміди. Передня куля знаходиться на задній відмітці столу, а основа піраміди розташовується паралельно короткому борту.

### Гра
Початковий удар (розбій) виконується з руки з будинку. При правильному ударі зараховуються всі забиті кулі.
Грати можна будь-яку прицільну кулю або биток від прицільних куль. «Замовляти» удар не потрібно. При правильному ударі зараховуються всі забиті кулі. Удар вважається правильним, якщо не порушені інші пункти правил гри і додаткові умови її ведення.

### Виставляння куль
Одну кулю ставлять на задню відмітку. У випадку коли виставляються кілька куль, їх встановлюють у довільному порядку по лінії виставлення від задньої відмітки до заднього борту. Кулі повинні розташовуватися якомога ближче одна до одної, при цьому не стикаючись. Якщо інші кулі заважають їх виставленню, то кулі, що виставляються у своєму розпорядженні приблизно по тій же лінії як можна ближче до задньої відмітки (наскільки це можливо), так, щоб вони розташовувалися по можливості ближче до куль, що заважають (але не стикаючись).

### Штрафи
Якщо один із суперників порушує правила, неправильно забиті кулі кладуться на полицю до іншого суперника, або (якщо кулі не були забиті) він може на свій вибір просто зняти собі будь-яку кулю. Також опонент порушника має право сам зробити наступний удар або поступитися ним супернику. При цьому він не може грати виставлені кулі. Визначення штрафів у Американці практично ідентичне з відповідним розділом загальних правил російського більярду.
Граючи в Американку, не можна користуватися машинкою, мазиком і довгим києм.